# Jacques Songo’o
Jacques Celestine Songo’o (* 17. März 1964 in Sakbayenne) ist ein ehemaliger kamerunischer Fußball-Torwart.

## Vereine
Seine größten Erfolge feierte Songo’o mit Deportivo La Coruña, wo er sich als Stammspieler durchsetzen konnte. In der Saison 1996/97 wurde er mit der Trofeo Zamora, als Torhüter mit den wenigsten Gegentoren, ausgezeichnet. Zudem war er 2000 mit „Depor“ spanischer Meister.
Während seiner aktiven Karriere bestritt er 322 Ligaspiele in der französischen und spanischen Liga.

## Nationalmannschaft
Sein erstes von insgesamt 67 Länderspielen bestritt Songo’o 1984 gegen Angola. In diesem Jahr nahm er mit Kamerun an den Olympischen Sommerspielen in Los Angeles teil.
Mit der Kamerunischen Fußballnationalmannschaft nahm er zwischen 1990 und 2002 an vier Weltmeisterschaften teil, wobei er allerdings nur bei den Weltmeisterschaften 1994, bei der er ein Spiel bestreiten durfte, und 1998, bei der er Stammspieler war, eingesetzt wurde. Erstmals stand er im letzten Gruppenspiel 1994, als Kamerun bereits ausgeschieden war, bei der 1:6-Niederlage gegen Russland bei einem WM-Spiel im Tor.

## Privat
Sein Sohn Franck Songo’o ist ebenfalls ein professioneller Fußballspieler.